# Kozaczki (rejon szarkowszczyński)
Kozaczki (biał. Казачкі; ros. Казачки) – wieś na Białorusi, w obwodzie witebskim, w rejonie szarkowszczyńskim, w sielsowiecie Łużki.

## Historia
W czasach zaborów wieś w gminie Łużki, w powiecie dzisieńskim, w guberni wileńskiej Imperium Rosyjskiego.
W latach 1921–1945 wieś leżała w Polsce, w województwie wileńskim, w powiecie dziśnieńskim w gminie Łużki.
Według Powszechnego Spisu Ludności z 1921 roku zamieszkiwały tu 162 osoby, 4 były wyznania rzymskokatolickiego a 158 prawosławnego. Jednocześnie 3 mieszkańców zadeklarowało polską a 159 białoruską przynależność narodową. Było tu 25 budynków mieszkalnych. W 1931 w 33 domach zamieszkiwało 186 osób.
Wierni należeli do parafii rzymskokatolickiej i prawosławnej w Łużkach. Miejscowość podlegała pod Sąd Grodzki w Łużkach i Okręgowy w Wilnie; właściwy urząd pocztowy mieścił się w Łużkach.
W wyniku napaści ZSRR na Polskę we wrześniu 1939 miejscowość znalazła się pod okupacją sowiecką. 2 listopada została włączona do Białoruskiej SRR. Od czerwca 1941 roku pod okupacją niemiecką. W 1944 miejscowość została ponownie zajęta przez wojska sowieckie i włączona do Białoruskiej SRR.
Od 1991 w składzie niepodległej Białorusi.